# Euphalerus championi
Euphalerus championi är en insektsart som beskrevs av Robert Malcolm Laing 1923. Euphalerus championi ingår i släktet Euphalerus och familjen rundbladloppor.
Artens utbredningsområde är Guatemala. Inga underarter finns listade i Catalogue of Life.